# 검은어깨매
검은어깨매(학명: Elanus caeruleus 엘라누스 카에룰레우스[*])는 소형 주행성 맹금류의 일종이다. 수리과 검은날개솔개아과 검은어깨매속의 모식종이다.